# Bandiera della Bolivia
L'attuale bandiera boliviana venne adottata originariamente nel 1851. Consiste in tre bande orizzontali di uguali dimensioni. I colori delle bande, partendo dall'alto sono: rosso, giallo e verde. Al centro della bandiera si trova lo stemma della Bolivia.
La bandiera attuale, adottata nel 1888, è la versione definitiva di bandiere già usate dopo la proclamazione dell'indipendenza. Il colore rosso rappresenta il valore militare del popolo, il giallo la ricchezza del sottosuolo e il verde i prodotti dell'agricoltura.
Nella bandiera civile non è presente lo stemma, per il resto la bandiera rimane invariata.
È usata come bandiera di comodo.

## Bandiere storiche

La Bandera menor (1825-1826)
La Bandera mayor (1825-1826)
La seconda bandiera nazionale boliviana (1826-1851)
Bandiera di stato (1826-1851)
Bandiera della Confederazione Perù-Bolivia (1836-1839)
La precedente bandiera di stato boliviana (1888-2004)